# لسين الفك
لُسَين الفَك (بالإنجليزية: Lingula of mandible)‏ هوَ شُوكة بارزة تَعلو هامش ثقبة الفك السفلي، ويُعتبر مكان إرتباط الرباط الوتدي الفكي.